# Liste der Staatsoberhäupter 1470
Übersicht
◄◄ | ◄ | 1466 | 1467 | 1468 | 1469 | Liste der Staatsoberhäupter 1470 | 1471 | 1472 | 1473 | 1474 | ► | ►►

Weitere Ereignisse

## Afrika
- (Abdalwadiden) (im heutigen West-Algerien, Hauptstadt Tlemcen)
  - Sultan: Abu Abdallah Muhammad VII. (1469–1504)

- Adal
  - Sultan: Muhammad ibn Badlay (1445–1481)

- Ägypten (Burdschiyya-Dynastie)
  - Sultan: Qaid Bay (1468–1496)

- Äthiopien
  - Kaiser (Negus Negest): Ba’eda Mariam (1468–1478)

- Bornu (im heutigen Niger) Sefuwa-Dynastie
  - König/Mai: Ali Gazi (1465–1497)

- Ifriqiya (Ost-Algerien, Tunesien) (Hafsiden)
  - Kalif: Abu Umar Uthman (1435–1488)

- Jolof (im heutigen Senegal)
  - Buur-ba Jolof: Birayma N'dyeme Eter (1465–1481)

- Kano
  - Emir: Muhammad Rumfa (1463–1499)

- Kongo
  - Mani-Kongo: Nzinga á Nkuwu (João I.) (1470–1509)

- Marokko (Wattasiden)
  - Sultan: Muhammad asch-Schaich al-Mahdi (1465/72–1505)

- Songhaireich (in Westafrika)
  - Herrscher: Sonni Ali (1464–1492)

## Amerika
- Aztekenreich
  - Tlatoani: Axayacatl (1469–1481)

- Inkareich
  - Inka: Pachacútec Yupanqui (1438–1471)

## Asien
- China (Ming-Dynastie)
  - Kaiser: Chenghua (1464–1487)

- Japan
  - Kaiser: Go-Tsuchimikado (1464–1500)
  - Shōgun Ashikaga: Ashikaga Yoshimasa (1449–1473)

- Korea (Joseon-Dynastie)
  - König: Seongjong (1469–1494)

- Persien 
  - Sultan (Timuriden-Dynastie): Husain Bayqara (1469–1501)

- Siam (Thailand)
  - König: Borommatrailokanat (1448–1488)
  - Vizekönig: Borommarachathirat III. (1463–1488)

## Europa
- Andorra
  - Co-Fürsten:
    - Graf von Foix: Gaston IV. (1436–1472)
    - Bischof von Urgell: Rodrigo de Borja y Borja (1467–1472)

- Dänemark
  - König: Christian I. (1448–1481)

- Deutschordensstaat
  - Hochmeister: Heinrich Reuß von Plauen (1467–1470) (1467–1469 Statthalter)
  - Hochmeister: Heinrich Reffle von Richtenberg (1470–1477)

- England
  - König: Eduard IV. (1461–1470, 1471–1483)
  - König: Heinrich VI. (1422–1461, 1470–1471)

- Frankreich
  - König: Ludwig XI. (1461–1483)
  - Bretagne
    - Herzog: Franz II. (1458–1488)

- Heiliges Römisches Reich
  - König: Friedrich III. (1440–1493) (ab 1452 Kaiser)
  - Kurfürstentümer
    - Erzstift Köln
      - Erzbischof: Ruprecht von der Pfalz (1463/64–1478/80)

    - Erzstift Mainz
      - Erzbischof: Adolf II. von Nassau (1461–1475)

    - Erzstift Trier
      - Erzbischof: Johann II. von Baden (1456–1503)

    - Böhmen
      - König: Georg von Podiebrad (1458–1471)

    - Brandenburg
      - Markgraf: Friedrich II. Eisenzahn (1440–1471)

    - Kurpfalz
      - Pfalzgraf: Friedrich I. der Siegreiche (1451–1476)

    - Sachsen
      - Kurfürst: Ernst (1464–1486)

  - geistliche Fürstentümer
    - Hochstift Augsburg
      - Bischof: Johann II. von Werdenberg (1469–1486)

    - Hochstift Bamberg
      - Bischof: Georg I. von Schaumberg (1459–1475)

    - Hochstift Basel
      - Bischof: Johann V. von Venningen (1458–1478)

    - Erzstift Besançon
      - Erzbischof: Charles de Neufchâtel (1463–1498)

    - Hochstift Brandenburg
      - Bischof: Dietrich IV. (1459–1472)

    - Erzstift Bremen
      - Administrator: Heinrich II. von Schwarzburg (1463–1496) (1466–1496 Bischof von Münster)

    - Hochstift Brixen
      - Bischof: Georg Golser (1464–1488)

    - Hochstift Cambrai
      - Bischof: Johann VI. von Burgund (1439–1479)

    - Hochstift Cammin
      - Bischof: Ludwig von Eberstein (1469–1480) (vom Domkapitel gewählt, vom Papst nicht bestätigt)

    - Hochstift Chur
      - Bischof: Ortlieb von Brandis (1458–1491)

    - Abtei Corvey
      - Abt: Hermann von Stockhausen (1463–1478)

    - Hochstift Eichstätt
      - Bischof: Wilhelm von Reichenau (1464–1496)

    - Fürstpropstei Ellwangen
      - Propst: Albrecht von Rechberg (1461–1502)

    - Hochstift Freising
      - Bischof: Johann IV. Tulbeck (1453–1473)

    - Abtei Fulda
      - Abt: Reinhard von Weilnau (1449–1472)

    - Hochstift Genf
      - Bischof: Johann Ludwig von Savoyen (1560–1482)

    - Hochstift Halberstadt
      - Bischof: Gebhard von Hoym (1458–1479)

    - Hochstift Havelberg
      - Bischof: Wedigo Gans von Putlitz (1460–1487)

    - Hochstift Hildesheim
      - Bischof: Ernst I. von Schauenburg (1458–1471)

    - Hochstift Konstanz
      - Bischof: Hermann III. von Breitenlandenberg (1466–1474)

    - Hochstift Lausanne
      - Administrator: Barthélemy Chuet 1469–1472

    - Hochstift Lübeck
      - Bischof: Albert II. Krummendiek (1466–1489)

    - Hochstift Lüttich
      - Bischof: Ludwig von Bourbon (1456–1482)

    - Erzstift Magdeburg
      - Erzbischof: Johann von Pfalz-Simmern (1466–1475) (1457–1466 Bischof von Münster)

    - Hochstift Meißen
      - Bischof: Dietrich III. von Schönberg (1463–1476)

    - Hochstift Merseburg
      - Bischof: Thilo von Trotha (1466–1514)

    - Hochstift Metz
      - Bischof: Georg von Baden (1459–1484)

    - Hochstift Minden
      - Bischof: Albert von Hoya (1437–1473) (1450–1454 Administrator von Osnabrück)

    - Hochstift Münster
      - Bischof: Heinrich III. von Schwarzburg (1466–1496) (1463–1496 Administrator von Bremen)

    - Hochstift Naumburg
      - Bischof: Heinrich II. von Stammer (1466–1481)

    - Hochstift Osnabrück
      - Bischof: Konrad III. von Diepholz (1455–1482)

    - Hochstift Paderborn
      - Bischof: Simon III. zur Lippe (1463–1498)

    - Hochstift Passau
      - Bischof: Ulrich von Nußdorf (1451–1479)

    - Hochstift Ratzeburg
      - Bischof: Johannes IV. Stalkoper (1466–1479)

    - Hochstift Regensburg
      - Bischof: Heinrich IV. von Absberg (1465–1492)

    - Erzstift Salzburg
      - Erzbischof: Bernhard von Rohr (1466–1482)

    - Hochstift Schwerin
      - Bischof: Werner Wolmers (1458–1473)

    - Hochstift Sitten
      - Bischof: Walter Supersaxo (1457–1482)

    - Hochstift Speyer
      - Bischof: Matthias von Rammung (1464–1478)

    - Hochstift Straßburg
      - Bischof: Ruprecht von Pfalz-Simmern (1440–1478)

    - Hochstift Toul
      - Bischof: Anton I. von Neuenburg (1461–1495)

    - Hochstift Trient
      - Bischof: Johannes V. Hinderbach (1465–1486)

    - Hochstift Utrecht
      - Bischof: David von Burgund (1456–1496)

    - Hochstift Verden
      - Bischof: Johannes III. von Asel (1426–1470)
      - Bischof: Berthold von Landsberg (1470–1481) (1481–1502 Bischof von Hildesheim, 1481–1502 Administrator von Verden)

    - Hochstift Verdun
      - Bischof: Guillaume de Haraucourt (1457–1500)

    - Hochstift Worms
      - Bischof: Reinhard I. von Sickingen (1445–1482)

    - Hochstift Würzburg
      - Bischof: Rudolf II. von Scherenberg (1466–1495)

  - weltliche Fürstentümer
    - Baden
      - Markgraf: Karl I. (1453–1475)

    - Bayern
      - Bayern-Landshut
        - Herzog: Ludwig IX. der Reiche (1450–1479)

      - Bayern-München
        - Herzog: Albrecht IV. (1465–1508)

    - Brandenburg-Ansbach
      - Markgraf: Albrecht Achilles (1440–1486) (1471–1486 Kurfürst von Brandenburg, 1457–1486 Markgraf von Brandenburg-Kulmbach)

    - Brandenburg-Kulmbach
      - Markgraf: Albrecht Achilles (1457–1486) (1471–1486 Kurfürst von Brandenburg, 1440–1486 Markgraf von Brandenburg-Ansbach)

    - Herzogtum Braunschweig-Lüneburg
      - Braunschweig-Calenberg
        - Herzog: Wilhelm I. (1432–1473)

      - Braunschweig-Grubenhagen
        - Herzog: Albrecht II. (1427–1485) (bis 1440 unter Vormundschaft)
        - Herzog: Heinrich IV. (1464–1526) (bis 1478 unter Vormundschaft)

      - Braunschweig-Lüneburg
        - Herzog: Otto V. der Siegreiche (1464–1471)

      - Braunschweig-Wolfenbüttel
        - Herzog: Heinrich II. (1428–1473)

    - Hanau
      - Hanau-Lichtenberg
        - Graf: Philipp I. der Ältere (1458–1480)

      - Hanau-Münzenberg
        - Graf: Philipp I. der Jüngere (1458–1500) (bis 1467 unter Vormundschaft) (1452–1458 Graf von Hanau)

    - Hessen
      - Niederhessen
        - Landgraf: Ludwig II. (1458–1471)

      - Oberhessen
        - Landgraf: Heinrich III. (1458–1483)

    - Hohenzollern
      - Graf: Jobst Nikolaus I. (1439–1488)

    - Jülich-Berg-Ravensberg
      - Herzog: Gerhard (1437–1475)

    - Kleve-Mark
      - Herzog: Johann I. (1448–1481)

    - Lippe
      - Herr: Bernhard VII. (1429–1511)

    - Lothringen
      - Herzog: Johann II. (1453–1470)
      - Herzog: Nikolaus I. (1470–1473)

    - Mecklenburg
      - Mecklenburg-Schwerin
        - Herzog: Heinrich IV. (1422–1477)

      - Mecklenburg-Stargard
        - Herzog: Ulrich II. (1466–1471)

    - Nassau
      - ottonische Linie
        - Nassau-Beilstein
          - Graf: Johann I. (1412–1473) (Beilstein und Mengerskirchen)
          - Graf: Heinrich III. (1418–1477) (Liebenscheid)

        - Nassau-Dillenburg
          - Graf: Johann IV. (1442–1475)

      - walramische Linie
        - Nassau-Idstein
          - Graf: Johann (1426–1480)

        - Nassau-Weilburg
          - Graf: Philipp II. (1429–1492)

    - Oldenburg
      - Graf: Gerd (1448–1482)

    - Ortenburg
      - Graf: Georg II. (1460–1488)

    - Ostfriesland
      - Regentin: Theda (1466–1491)

    - Pfalz (Kurlinie siehe unter Kurfürstentümer)
      - Pfalz-Mosbach-Neumarkt
        - Pfalzgraf: Otto II. (1461–1499)

      - Pfalz-Simmern
        - Pfalzgraf: Friedrich I. (1453–1480)

      - Pfalz-Zweibrücken
        - Pfalzgraf: Ludwig I. (1453–1489) (1444–1489 Graf von Veldenz)

    - Pommern
      - Pommern-Barth
        - Herzog: Wartislaw X. (1457–1478) (1474–1478 Herzog von Pommern-Wolgast)

      - Pommern-Stettin
        - Herzog: Erich II. (1464–1474) (1457–1474 Herzog von Pommern-Wolgast)

      - Pommern-Wolgast
        - Herzog: Erich II. (1457–1474) (1464–1474 Herzog von Pommern-Stettin)

    - Sachsen-Lauenburg (Askanier)
      - Herzog: Johann IV. (1463–1507)

    - Schleswig-Holstein (Schleswig gehörte nicht zum HRR, sondern war Teil Dänemarks)
      - Herzog: Christian I. (1460–1481) (1448–1481 König von Dänemark, 1450–1481 König von Norwegen, 1457–1464 König von Schweden)

    - Waldeck
      - Waldeck-Landau
        - Graf: Otto IV. (1459–1495)

      - Waldeck-Waldeck
        - Graf: Wolrad I. (1442/4–1475)

    - Württemberg
      - Stuttgart
        - Graf: Ulrich V. (1442–1480) (1419–1442 Graf von Württemberg)

      - Urach
        - Graf: Eberhard V. (1457–1482) (1482–1495 Graf von Württemberg, 1495–1496 Herzog von Württemberg)

- Italienische Staaten
  - Ferrara, Modena und Reggio
    - Herzog: Borso d’Este (1450–1471) (bis 1452 Herr)

  - Florenz (nominell Republik)
    - Signore: Lorenzo il Magnifico (1469–1492; de facto Herrscher)

  - Genua (Signoria der Sforza: 1464–1477)
    - Signore: Galeazzo Maria Sforza (1466–1476)

  - Kirchenstaat
    - Papst: Paul II. (1464–1471)

  - Mailand
    - Herzog: Galeazzo Maria Sforza (1466–1476)

  - Mantua
    - Markgraf: Luigi III. Gonzaga (1444–1478)

  - Montferrat
    - Markgraf: Wilhelm X. (1464–1483)

  - Neapel
    - König: Ferrante (1458–1494)

  - Rimini
    - Herr: Roberto Malatesta (1468–1482)

  - Saluzzo
    - Markgraf: Ludwig I. (1416–1475)

  - San Marino
    - Capitano Reggente: Bartolo di Antonio (1469–1470)
    - Capitano Reggente: Menetto di Menetto Bonelli (1469–1470)
    - Capitano Reggente: Girolamo di Francesco Belluzzi (1470)
    - Capitano Reggente: Paolo di Angelo di Ciono (1470)
    - Capitano Reggente: Fabrizio di Pier Leone Corbelli (1470–1471)
    - Capitano Reggente: Riccio di Andrea (1470–1471)

  - Savoyen
    - Herzog: Amadeus IX. (1465–1472)

  - Sizilien (1412–1713 zu Aragon bzw. Spanien)
    - König: Johann II. (1458–1479)
      - Vizekönig: Lope Ximénez de Urrea (1443–1459) (1465–1475)

  - Urbino
    - Herzog: Federico da Montefeltro (1444–1482)

  - Venedig
    - Doge: Cristoforo Moro (1462–1471)

- Moldau
  - Fürst: Ștefan cel Mare (1457–1504)

- Monaco
  - Seigneur: Lambert (1457–1494)

- Norwegen
  - König: Christian I. (1450–1481)

- Osmanisches Reich
  - Sultan: Mehmet II. (1451–1481)

- Polen
  - König: Johann I. (1447–1492)

- Portugal
  - König: Alfons V. (1438–1481)

- Russland
  - Großfürst: Iwan III. (1462–1510)

- Schottland
  - König: Jakob III. (1460–1488)

- Schweden
  - König: Karl VIII. (1467–1470)
  - Reichsverweser: Sten Sture der Ältere (1470–1497)

- Spanische Staaten
  - Aragon
    - König: Johann II. (1458–1479) (1425–1479 König von Navarra)

  - Granada
    - Emir: Abu l-Hasan Ali (1464–1482, 1483–1485)

  - Kastilien
    - König: Heinrich IV. (1454–1474)

  - Navarra
    - König: Johann II. (1425–1479) (1458–1479 König von Aragón und Sizilien)

- Ungarn
  - König: Matthias Corvinus (1458–1490)

- Walachei
  - Fürst: Radu cel Frumos (1462–1473, 1473–1474, 1474, 1474–1475)

- Zeta
  - Fürst: Ivan I. Crnojević (1465–1490)

- Zypern
  - König: Jakob II. (1460/63–1473)